# Antonin Barbazanges
Pour les articles homonymes, voir Barbazanges.

a Compétitions nationales et continentales officielles uniquement.

b Matchs officiels uniquement.
Antonin Barbazanges, né Antonin Jean Barbazanges le 15 avril 1907 à Toulouse et mort dans cette même ville le 9 septembre 1994, est un joueur français de rugby à XV international français et de rugby à XIII international français.
Formé au rugby à XV au FC Toulousain, Antonin Barbazanges joue ensuite pour le SC Albi puis rejoint l'US Quillan. Avec ce dernier, il s'offre un titre de Championnat de France en 1929 puis une finale en 1930 avec ce club dominant et comprenant Eugène Ribère, Jean Galia, Marcel Baillette et Charles Bigot, tous internationaux. Lors de la dissolution du club en 1930, il rejoint le NAC Roanne puis Beaune qui lui offre la gestion d'un café en échange de son talent. Référence française à son poste de centre, il est à deux reprises sélectionné en équipe de France contre l'Allemagne du temps où la sélection est mise au ban du Tournoi des cinq nations.
En 1934, Galia, radié par la Fédération française de rugby à XV, introduit le nouveau code de rugby, le rugby à XIII, et demande à son ancien coéquipier de Quillan Barbazanges de le rejoindre. Dénonçant l'amateurisme marron et l'hypocrisie du rugby à XV français, Barbazanges rejoint le rugby à XIII et fait partie de la première manifestation du rugby à XIII français en prenant part à la tournée des Pionniers. Il devient à l’orée de la saison 1934-1935 l'une des têtes d'affiches du Championnat de France en signant pour Lyon-Villeurbanne. Il reste quatre années dans le Rhône permettant de s'offrir le titre de Coupe de France en 1935 aux côtés de Robert Samatan, Charles Mathon, Gaston Amila et Joseph Griffard. Il connaît également deux sélections avec l'équipe de France entre 1934 et 1935. En 1938, il rejoint Brive en tant qu'entraîneur-joueur qui vient de rejoindre le rugby à XIII avant que la Seconde Guerre mondiale mette un frein au projet.
Durant la guerre, il retourne à Toulouse dans sa ville natale et le rugby à XV, le rugby à XIII étant désormais interdit, et signe pour le Stade toulousain pour la saison 1940-1941. Après la guerre, en tant qu'entraîneur, il rejoint le club de rugby à XV le Castres olympique permettant à celui-ci de dominer le Championnat de France en le remportant en 1949 et 1950 ainsi qu'un titre de Coupe de France en 1948.

## Famille
Antonin Jean Barbazanges naît le 15 avril 1907 à Toulouse (Haute-Garonne) . Son père, Gustave Barbazanges (1889-?), est camionneur, et sa mère, Françoise Rech (1889-1974), sans profession. Il se marie le 23 février 1939 à Louise Marc, commerçante, en la mairie de Toulouse, divorce en juin 1942 avant de se remarier en 1946 à Montaigut sur Save avec Madeleine Heimroth. Il décède le 9 septembre 1994 à Toulouse.

## Biographie

### Carrière en rugby à XV
Avant de rejoindre la grande équipe de l'US Quillan, Antonin Barbazangues joue pour Albi. Avec Quillan, il dispute la finale du Championnat de France de rugby à XV 1930 perdue aux côtés de Jean Galia. Après la dissolution de Quillan, il rejoint ensuite le club de Roanne mais est ensuite frappé par l'interdiction de muter par les lois fédérales du rugby à XV durant deux ans après son départ pour Dijon. À Roanne, il connaît deux sélections en équipe de France le 17 avril 1932 et le 26 mars 1933 contre l'Allemagne pour deux victoires, aux côtés de Max Rousié, Jean Duhau ou encore Marius Guiral,.

### Carrière en rugby à XIII

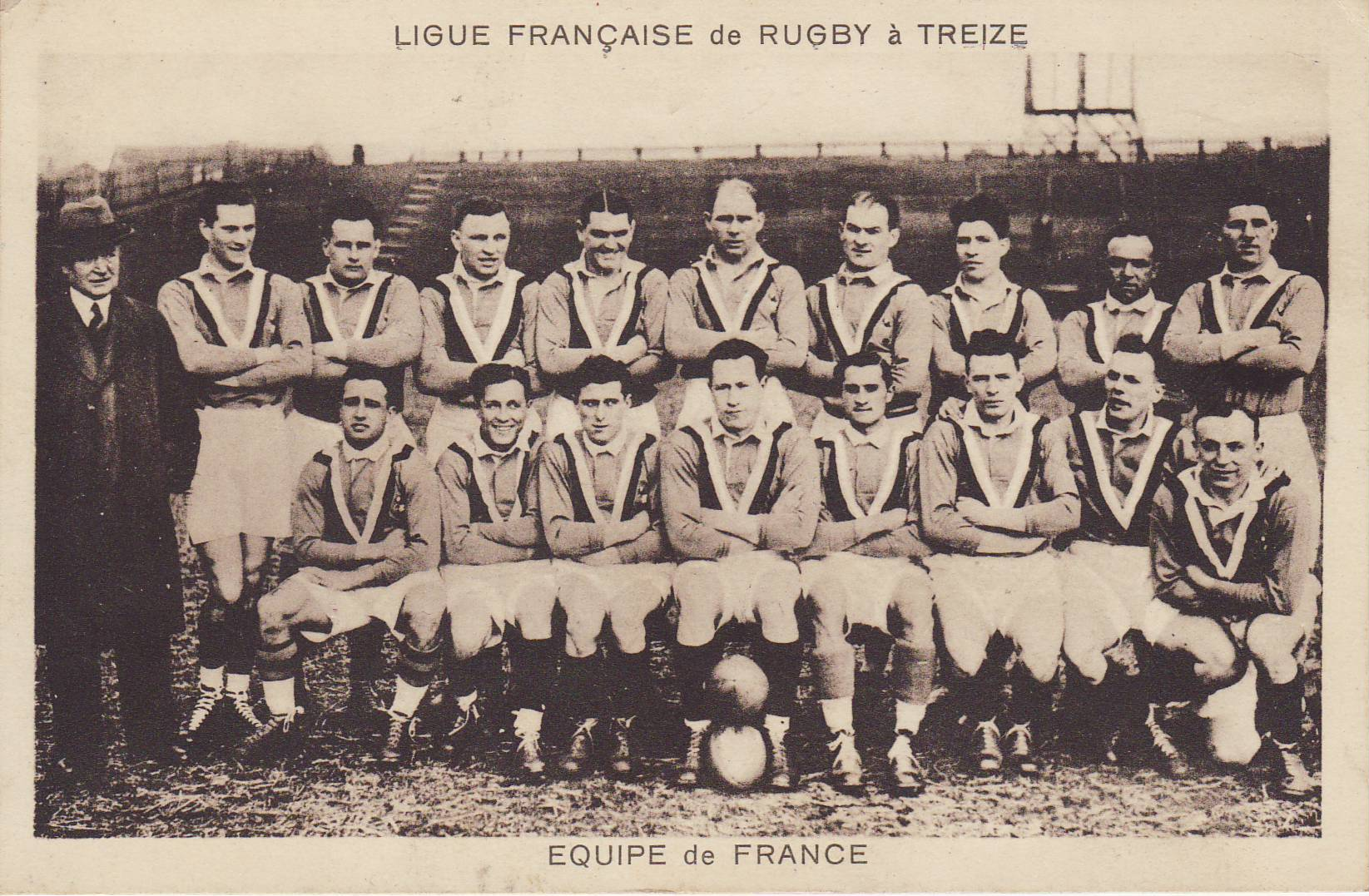
Les Pionniers, première manifestation du rugby à XIII français.

Lors de l'arrivée du rugby à XIII en France, l'initiateur de ce mouvement, Jean Galia, banni du rugby à XV, décide de convaincre de nombreux joueurs de le rejoindre. Il contacte Antonin Barbazanges connu à Quillan. Barbazanges annonce son arrivée au rugby à XIII en dénonçant l'amateurisme marron à l'instar de nombreux joueurs de rugby à XV, y compris de nombreux internationaux. Barbazanges déclare que la gérance du café lui a été offert à Beaune en échange de ses prestations au rugby. Le monde du rugby à XV entre en ébullition devant ces révélations, notamment au regard des exigences des Britanniques qui exigent le strict amateurisme du rugby à XV. Pour la première manifestation du rugby à XIII en France, Jean Galia concocte une tournée d'une sélection française en Angleterre en mars 1934. Antonin Barbazanges fait partie de cette sélection qui sera nommée « Les Pionniers » entourant par quelques-uns des grands du rugby à XV de l'époque désireux de dénoncer l'amateurisme marron du XV après avoir été banni et de fructifier leurs talents au rugby, à l'instar de Robert Samatan, Jean Duhau, Charles Mathon ou Charles Petit. Cette tournée permet de lancer le mouvement treiziste en France et de créer de nombreux clubs tout en mettant en place un Championnat de France pour l'automne 1934.
Composition de l'équipe de France :
De retour d'Angleterre, Antonin Barbazanges et la sélection française préparent le premier match officiel de l'équipe de France de rugby à XIII contre l'Angleterre au stade Buffalo. Il occupe le poste de centre aux côtés de Samatan et François Nouel. Bien que battue 21-32, l'équipe de France de rugby à XIII sut séduire le public et la presse qui relaie largement l'évènement, l'Auto appela ce code de rugby le « rugby révolutionnaire » dans son édition du 16 avril 1934.
En août 1934, un temps annoncé à Grenoble XIII qui ne voit pas le jour finalement cette saison-là, c'est finalement dans le nouveau club de Lyon-Villeurbanne dans lequel signe Barbazanges, en compagnie de Samatan, Mathon, Gaston Amila, Joseph Griffard, Laurent Lambert et René Barnoud. Constellé de stars, Lyon-Villeurbanne remporte dès sa première saison un titre avec la victoire en finale de la Coupe de France 22-7 contre le XIII Catalan.
Durant quatre saisons, Barbazanges évolue dans le club lyonnais qui s'habitue à jouer les premières rôles dans le Championnat de France, avec une demi-finale disputée lors de la saison 1935-1936 perdue 6-5 contre Bordeaux.

### Après guerre
Il entraine le Castres olympique où il remporte la Coupe de France en 1948 et deux titres de champion de France en 1949 et 1950.

## Palmarès

### Rugby à XV

#### En tant que joueur
- Collectif :
  - Vainqueur du Championnat de France : 1929[10] (Quillan).
  - Finaliste du Championnat de France : 1930 (Quillan).

#### Détails en sélection
| 1. | 17 avril 1932 | Allemagne | 20-4  | Test-match     | Centre | ? | ? | ? | ? |
| 2. | 26 mars 1933  | Allemagne | 38-17 | Coupe d'Europe | Centre | ? | ? | ? | ? |

#### En club
| Saison    | Saison           | Championnat           | Championnat | Championnat | Championnat | Championnat | Championnat | Championnat |
| Saison    | Saison           | Compétition           | M           | Pts         | Ess.        | Pén.        | Tr.         | Dp.         |
| --------- | ---------------- | --------------------- | ----------- | ----------- | ----------- | ----------- | ----------- | ----------- |
| 1927-1928 | Albi             | Championnat de France | ?           | -           | -           | -           | -           | -           |
| 1928-1929 | Quillan          | Championnat de France | ?           | -           | -           | -           | -           | -           |
| 1929-1930 | Quillan          | Championnat de France | ?           | -           | -           | -           | -           | -           |
| 1930-1931 | Roanne           | Championnat de France | ?           | -           | -           | -           | -           | -           |
| 1931-1932 | Roanne           | Championnat de France | ?           | -           | -           | -           | -           | -           |
| 1932-1933 | Beaune           | Championnat de France | ?           | -           | -           | -           | -           | -           |
| 1933-1934 | Beaune           | Championnat de France | ?           | -           | -           | -           | -           | -           |
| 1940-1941 | Stade toulousain | -                     | ?           | -           | -           | -           | -           | -           |

#### En tant qu'entraîneur
- Collectif :
  - Vainqueur du Championnat de France : 1949 et 1950 (Castres).
  - Vainqueur de la Coupe de France : 1948 (Castres).

### Rugby à XIII
- Collectif :

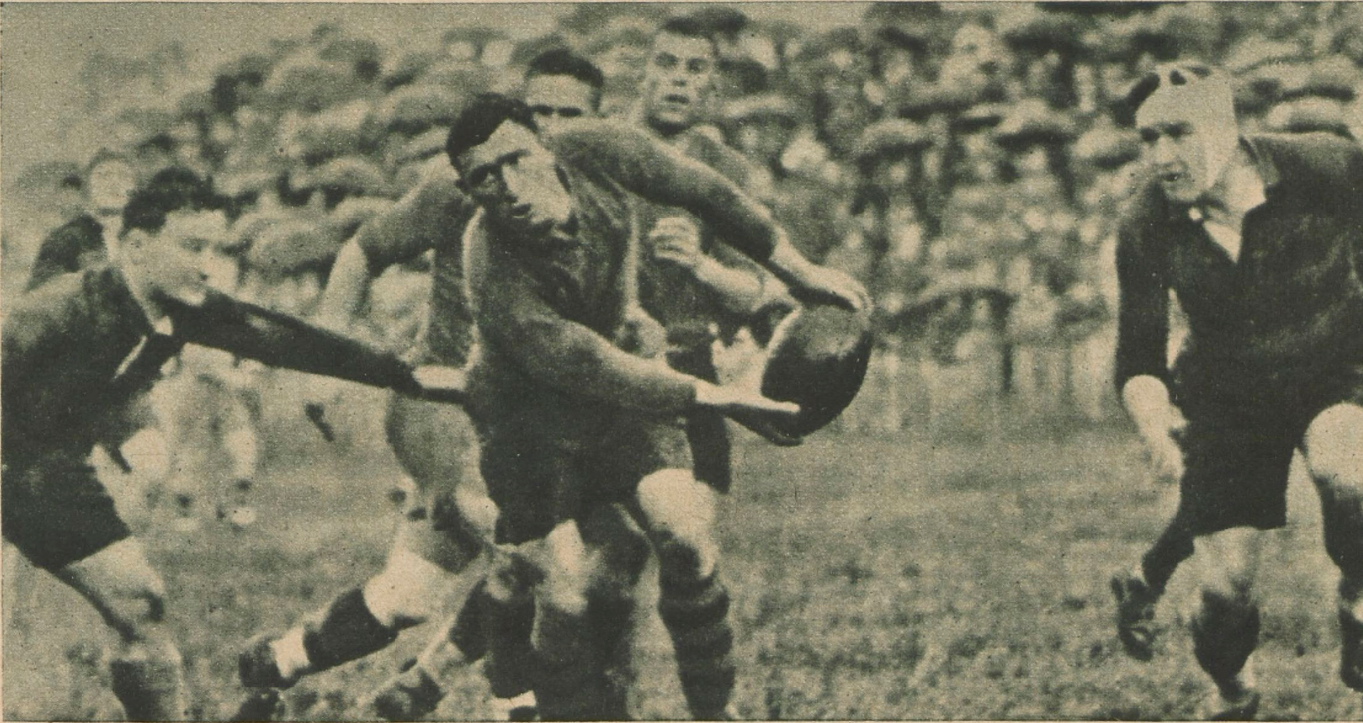
Ouverture du joueur perpignanais Martin Serre, à droite Joseph Griffard lors de la victoire de Lyon en coupe de France 1935.

  - Vainqueur de la Coupe de France : 1935 (Lyon-Villeurbanne).

#### Détails en sélection
| 1. | 15 avril 1934    | Angleterre     | 21-32 | Test-match     | Centre | - | - | - | - |
| 2. | 23 novembre 1935 | Pays de Galles | 7-41  | Coupe d'Europe | Centre | - | - | - | - |

#### Statistiques
| Saison    | Saison    | Championnat           | Championnat | Coupe           | Coupe      | Sélection | Sélection | Sélection | Sélection | Sélection | Sélection | Sélection |
| Saison    | Saison    | Comp.                 | Class.      | Comp.           | Class.     | Comp.     | M         | Pts       | Ess.      | Buts      | Dp.       |           |
| --------- | --------- | --------------------- | ----------- | --------------- | ---------- | --------- | --------- | --------- | --------- | --------- | --------- | --------- |
| 1934-1935 | Lyon XIII | Championnat de France | 3e          | Coupe de France | Vainqueur  |           |           |           |           |           |           |           |
| 1935-1936 | Lyon XIII | Championnat de France | 1/2 finale  | Coupe de France | 1/4 finale |           |           |           |           |           |           |           |
| 1936-1937 | Lyon XIII | Championnat de France | 5e          | Coupe de France | 1/4 finale |           |           |           |           |           |           |           |
| 1937-1938 | Lyon XIII | Championnat de France | 1/4 finale  | Coupe de France | 1/4 finale |           |           |           |           |           |           |           |
| 1938-1939 | CA Brive  | Championnat de France | 11e         | Coupe de France | 1/8 finale |           |           |           |           |           |           |           |